# Maestro delle Cronache d'Inghilterra
Il Maestro delle Cronache d'Inghilterra è il nome provvisorio di un miniatore attivo a Bruges tra il 1470 e il 1480. Fu notato da Friedrich Winkler nel manoscritto conservato a Vienna del volume I del receuil of chroniques d'Angleterre (Biblioteca nazionale austriaca, ms 2534). Non ci sono dati biografici su questo maestro.
Decorava regolarmente testi per la corte borgognona, ma non lavorava per la biblioteca ducale. Trovò i suoi clienti nei circoli vicini alla corte, lavorò per Lodewijk van Gruuthuse e per Antonio di Borgogna, ma anche per cortigiani come Philip van Kleef e Wolfert VI van Borselen. Lavora anche per bibliofili di Bruges come Pietro Villa e Jan III de Baenst, ma anche per acquirenti più modesti che si accontentano di copie su carta come Perceval de Dreux. L'artista ha anche illuminato di propria iniziativa opere nuove o recenti, che ha subito messo in vendita. L'uso della carta oltre alla pergamena e della grisaglia oltre al lavoro a colori, gli ha permesso di adattare l'illuminazione di un'opera al prezzo che il cliente era disposto a pagare.
Il maestro ha collaborato con altri miniatori di Bruges del suo tempo con, tra gli altri: il Maestro di Margherita di York e il Maestro del libro di preghiere di Dresda sulla traduzione olandese della Cité des dames di Christine de Pisan e con il Maestro di Antonio di Borgogna al libro di preghiere di Isabeau di Roubaix. È stato spesso erroneamente, presentato come un seguace o imitatore di Loyset Liédet, ma secondo Pascal Schandel non hanno mai collaborato allo stesso manoscritto.

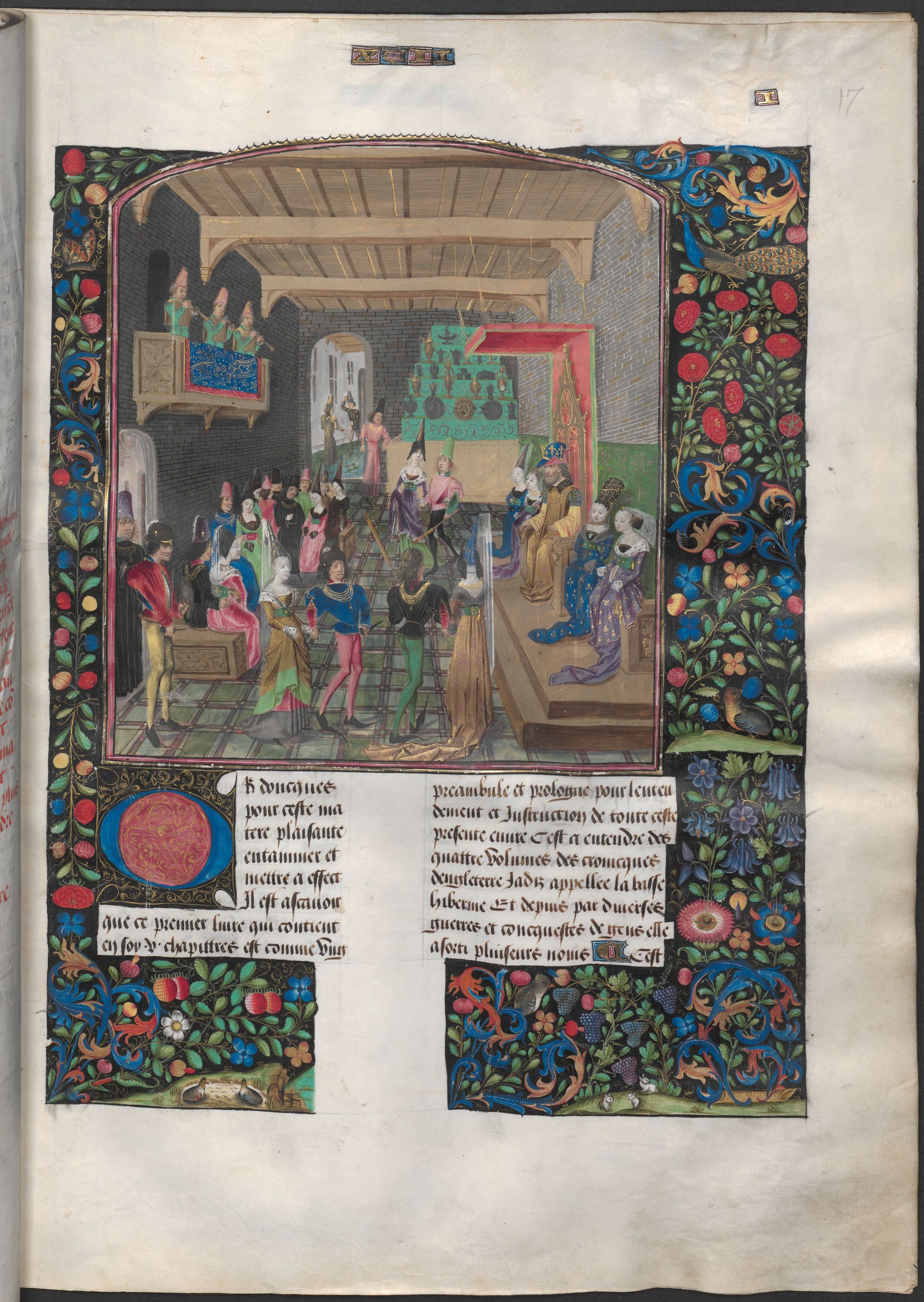
Miniatura del Recuel des Chroniques d'Angleterre, Maestro delle Cronache d'Inghilterra, verso il 1470

Ha collaborato molto con Philippe de Mazerolles, sebbene fossero diametralmente opposti artisticamente. Tuttavia, hanno collaborato a vari manoscritti, a volte anche su una miniatura.

## Attributi di stile
A causa del suo stile vivace, toccante, a volte divertente, può essere portato sotto il movimento degli espressivi miniaturisti fiamminghi. Nelle sue opere migliori si scopre una strana bellezza, unita ad effetti spettacolari che creano un mondo completamente diverso da ogni forma di naturalismo;
Le sue figure sono snelle e allampanate con le gambe alte; Si muovono in modo innaturale. Le teste sono sferiche e prive di collo. Quando il maestro vuole esprimere felicità, rabbia o altri sentimenti, i volti si trasformano in strane smorfie.
Le sue scene notturne sono davvero notevoli. Sono scarsamente illuminati o scarsamente illuminati e testimoniano un notevole senso della natura della spazialità e riflettono una notevole conoscenza del maestro per quanto riguardano la luce notturna. Le molteplici sorgenti luminose e il loro riflesso creano un bellissimo effetto chiaroscurale.

Anche la decorazione del margine è molto riconoscibile con ampi motivi vegetali, decorati finemente e in maniera vivace. Le decorazioni a piè di pagina sono arricchite da numerosi uccelli, spesso crestati, colorati ma non fedeli alla natura.

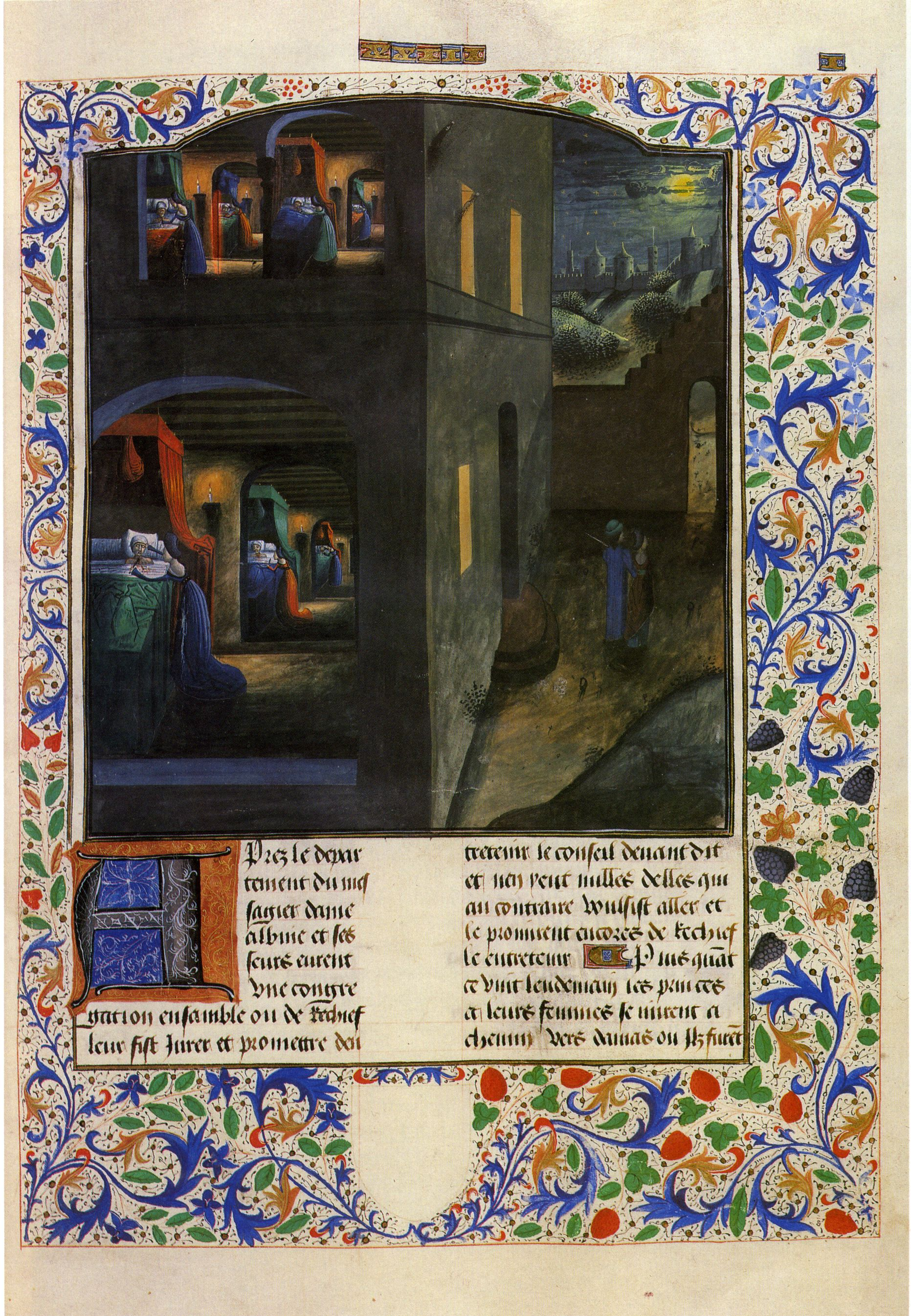
Jean de Wavrin e Maestro delle Cronache d'Inghilterra. Miniatura tratta da le "Recuel des Chroniques d'Angleterre", scena notturna raffigurante Le figlie del re Diodicio di Siria che uccidono il loro sposo la prima notte di nozze. Fine anni '70 del 1400
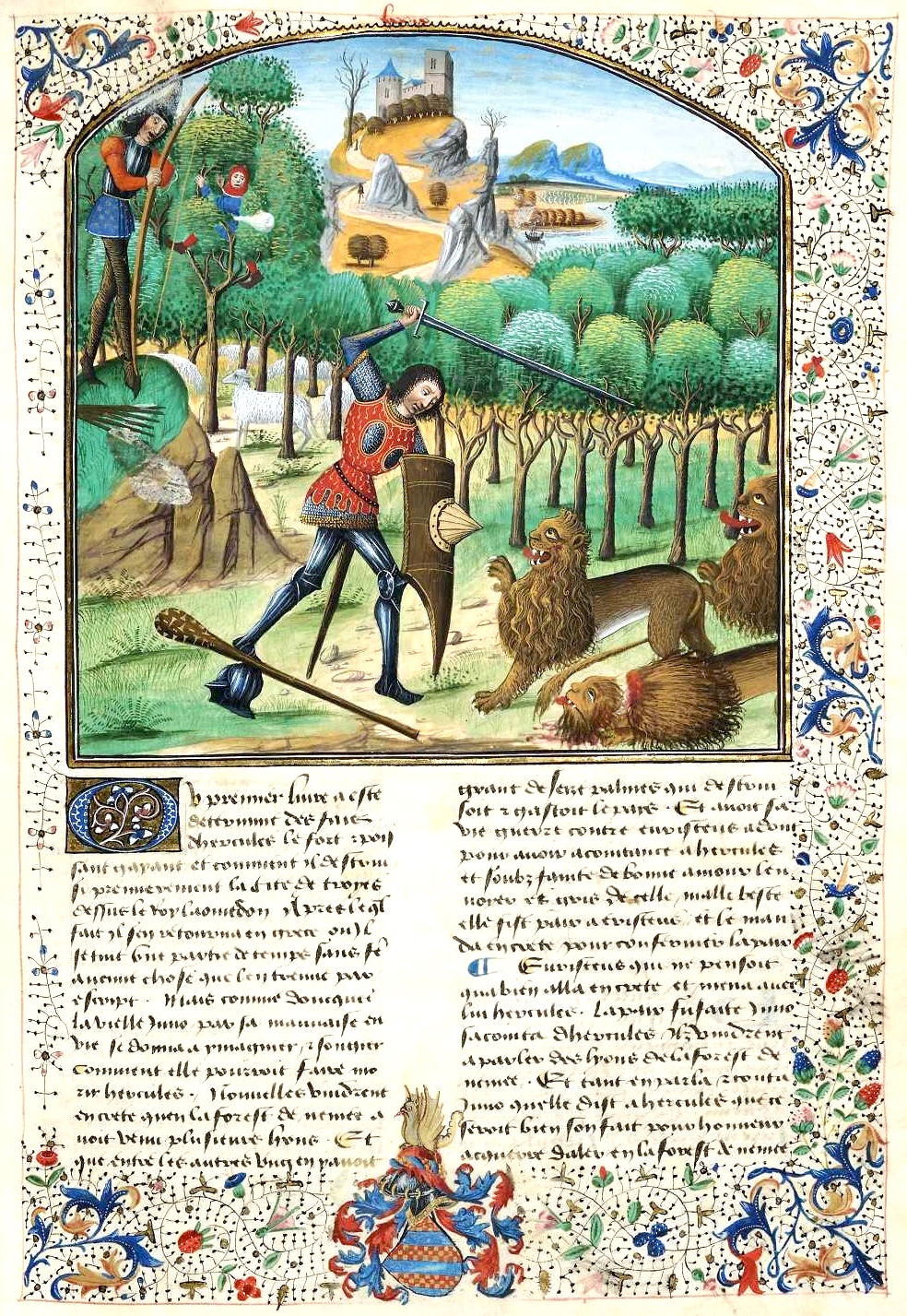
Ercole combatte il leone, miniatura degli anni 1480
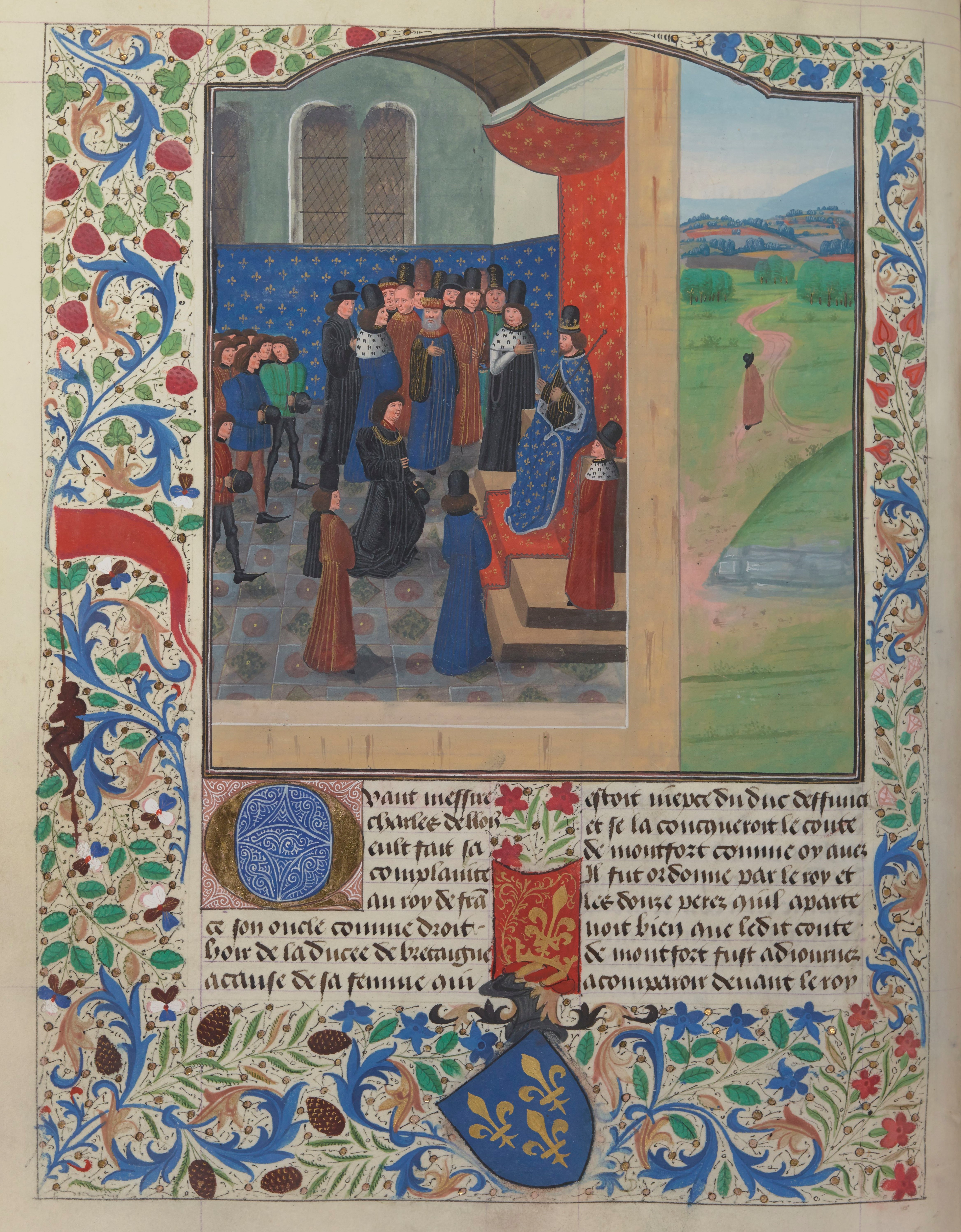
Miniatura delle Cronache d'Inghilterra attribuita al Maestro delle Cronache d'Inghilterra, 1470-80

## Lavoro
Il maestro minacciò diverse copie della cronaca di Jean de Wavrin che consisteva in sei volumi, che gli valsero il soprannome. Ha illustrato varie parti della cronaca per un certo numero di clienti, comprese le parti I e II delle copie ordinate da Lodewijk van Gruuthuse  e anche su tre copie della parte II.: Uno per Giovanni Villa un banchiere italiano che viveva a Bruges, uno per Perceval de Dreux governatore di Leuze presso Tournai e un terzo per un ignoto proprietario.
Oltre alle sue opere omonime, ha anche illuminato altre opere storiche come due Cronache di Minstrels, tre Cronache dell'Hainaut e due Cronache di Pisa . Ha anche contribuito a quattro copie del Receuil de Troie e almeno cinque copie delle Histoires d'Alixandre.